# Iurie Priganiuc
Iurie Priganiuc (ur. 23 października 1978 w Tyraspolu) – mołdawski piłkarz występujący na pozycji obrońcy.

## Kariera klubowa
Priganiuc karierę rozpoczynał w 1995 roku w zespole Nistru Cioburciu, grającym w pierwszej lidze mołdawskiej. W 1996 roku odszedł do Tiligulu Tyraspol. Z zespołem tym dwukrotnie wywalczył wicemistrzostwo Mołdawii (1996, 1998). Na początku 2002 roku został zawodnikiem Sheriffa Tyraspol. Z zespołem tym trzy razy zdobył mistrzostwo Mołdawii (2002, 2003, 2004), a także raz Puchar Mołdawii (2002).
W 2005 roku Priganiuc wyjechał do Rosji, gdzie grał w drugoligowych zespołach FK Chimki, Spartak Niżny Nowogród oraz SKA-Eniergija Chabarowsk. W 2008 roku wrócił do Tiligulu Tyraspol. Po sezonie 2008/2009 odszedł stamtąd do rosyjskiej Drużby Majkop, grającej w trzeciej lidze. W 2009 roku zakończył tam karierę.

## Kariera reprezentacyjna
W reprezentacji Mołdawii Priganiuc zadebiutował 6 lutego 2000 w wygranym 2:0 towarzyskim meczu ze Słowacją. W latach 2000–2005 w drużynie narodowej rozegrał 26 spotkań.